# Lukáš Fialka
Lukáš Fialka (* 19. září 1995 v Praha) je český fotbalový obránce působící v FK Dobrovice, kde je na hostování z SK Slavia Praha.

## Klubová kariéra

### SK Slavia Praha
Svoji fotbalovou kariéru začal ve Slavii Praha, kde prošel všemi mládežnickými kategoriemi.
V průběhu sezony 2014/15 se propracoval do prvního týmu. V 1. české lize debutoval pod trenérem Miroslavem Beránkem v ligovém utkání šestnáctého kola 28. listopadu 2014 proti FC Baník Ostrava (remíza 1:1), odehrál 90 minut.

### MFK Skalica (hostování)
V srpnu 2015 odešel na půlroční hostování do slovenského klubu MFK Skalica.